# Балканская кампания Русско-турецкой войны (1877—1878)
Балканская кампания Русско-турецкой войны (1877—1878) — действия русской армии на Балканах во время Русско-турецкой войны (1877—1878).

## Предыстория

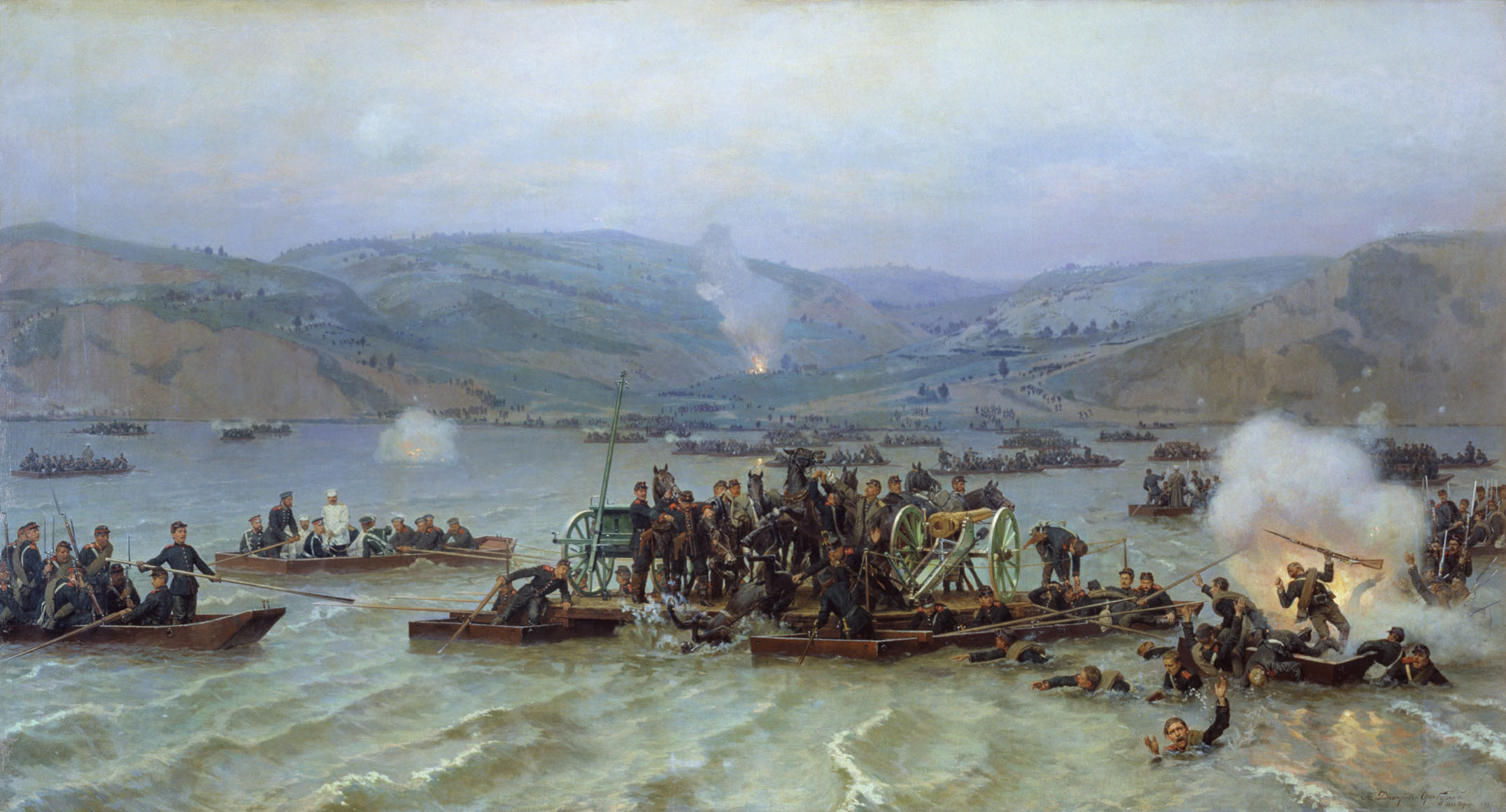
Переправа русской армии через Дунай у Зимницы 15 июня 1877 года, Николай Дмитриев-Оренбургский (1883)

На момент активных боевых действий линией разграничения русских и турецких войск был нижний Дунай. По договору с местными властями русские войска 12 (24) апреля 1877 начали занимать территорию Румынии. Для русской армии актуальной задачей было обеспечение переправы большого количества войск через реку. Для нейтрализации турецкой речной флотилии на Дунай были спущены минные катера, а в прибрежную зону была выдвинута артиллерия. 29 апреля (11 мая) 1877 русская тяжёлая артиллерия потопила у Брэила турецкий монитор «Лютфи-Джелиль» (англ. Lutfi Djelil). 14 (26) мая 1877 минными катерами лейтенантов Шестакова и Дубасова потоплен монитор «Хивзи Рахман» (в литературе иногда называется «Сейфи»).

## Соотношение сил

### Русская армия
В Добрудже действовал отряд (дивизия) Циммермана. Основные силы русской армии сосредоточились в Валахии и были разделены на три отряда (дивизии): «западный» (Гурко), «южный» (Радецкий) и «рущукский» (Цесаревич).

### Турецкая армия
В центре в районе Шипки из Албании был выдвинут корпус (20 тыс.) Сулейман-паши. На западе у Плевны держали оборону части Османа-паши, который на начало боевых действий стоял в Видине. На востоке у Чёрного моря (Варна) и на нижнем Дунае были сосредоточены турецкие силы под главенством Абдул-Керима, которого сменил Мехмет-Али.

## Лето 1877 года
10 (22) июня 1877 Нижнедунайский отряд русской армии Циммермана переправился через Дунай у Галаца и Брэила и занял Северную Добруджу. В ночь на 15 (27) июня 1877 русские войска под командованием генерала М. И. Драгомирова форсировали Дунай в районе Зимницы. Потери составили 1100 человек убитыми и ранеными. 21 июня (3 июля) 1877 в районе Зимницы началась переброска главных сил русской армии через Дунай. 

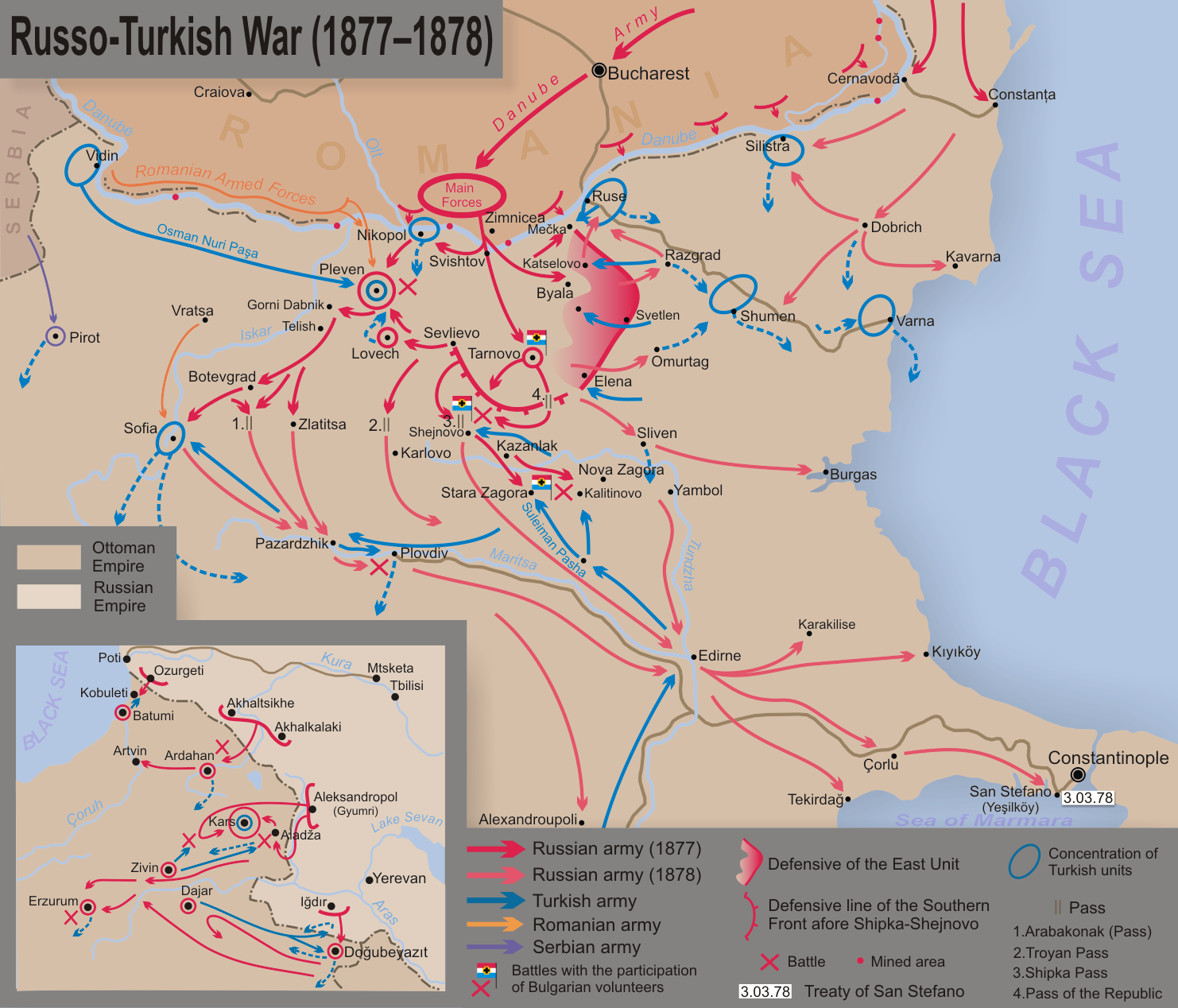
Карта боевых действий

После переправы главных сил отряд генерала И. В. Гурко (около 12 тыс. человек) двинулся на юг для овладения перевалами Балканского хребта; за ним следовал 8-й корпус генерала Радецкого. Левый фланг (12-й и 13-й корпуса) под начальством наследника цесаревича наступал к Рущуку. Правый фланг (9-й корпус Криденера с Кавказской казачьей бригадой) двигался к Никополю. В резерве находились 4-й корпус и часть 11-го.
22 июня (4 июля) 1877 началось наступление русских передовых отрядов; 23 июня (5 июля) 1877 был занят город Бяла на реке Янтре, а 25 июня (7 июля) 1877 — Тырнов. В тот же день полусотня донских казаков случайно зашла в Плевну, обезоружила бывшую там турецкую роту, но потом удалилась. Правый фланг русской армии (9-й корпус) достиг Никополя 30 июня (12 июля) 1877 и овладел этим городом 4 (16) июля 1877. Турецкие части отступили к Плевне.
7 (19) июля 1877 был занят Шипкинский перевал, куда был выдвинут созданный Южный отряд (20 тыс. человек, в августе — 45 тыс.). Передовой отряд занял Эски-Загру (Стару-Загору), но вскоре сюда подошёл переброшенный из Албании турецкий 20-тысячный корпус Сулейман-паши. После ожесточённого боя у Эски-Загры, в котором отличились болгарские ополченцы, передовой отряд отошёл к Шипке.
Тем временем Левый фланг (Рущукский отряд), выжидая прибытия осадной артиллерии, довольно медленно подвигался на восток и к 7 (19) июня 1877 занял наблюдательными постами левый берег реки Кара-Лом от Гюр-Чешлее до Ковачицы; в промежуток между ним и войсками Радецкого (в Тырнове) вступила 13-я кавалерийская дивизия, части которой заняли город Елену и село Беброво.

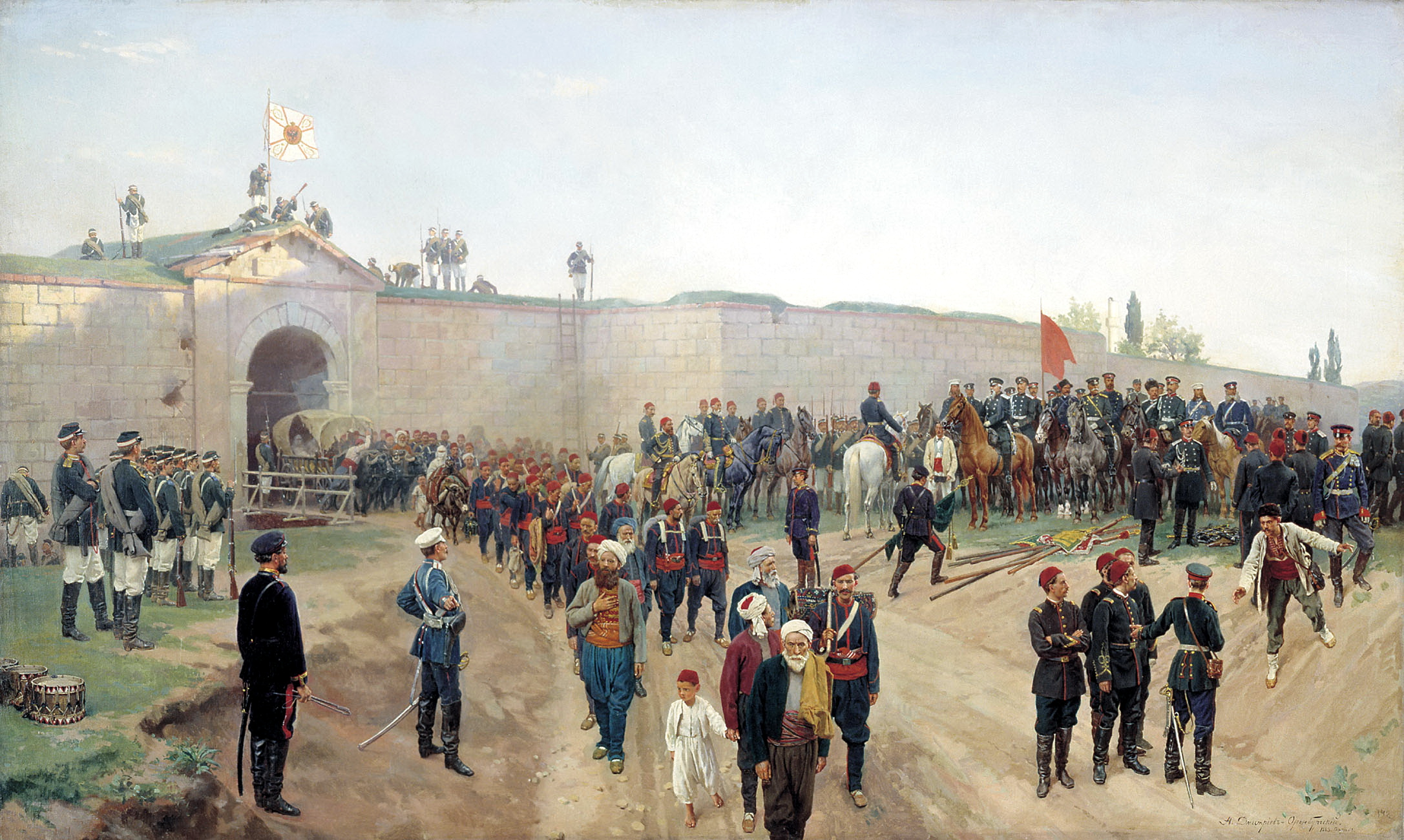
Сдача крепости Никополь 4 июля 1877 года, Николай Дмитриев-Оренбургский (1883)

После Никополя Правый фланг русской армии (9-й корпус) двинулся вслед за отступающей турецкой армией в сторону Плевны, однако турки сосредоточили вокруг города значительные силы, так что с ходу Плевну взять не удалось. Первый штурм Плевны 8 (20) июля 1877 русскими войсками оказался неудачным. 18 (30) июля 1877 последовала вторая неудачная попытка русских войск овладеть Плевной. Русские войска на Балканах перешли к обороне. После второго боя под Плевной прошли 2 недели почти в полном бездействии. 9 (21) августа 1877 турки начали контратаку русских позиций в районе Шипки. Ловча (на южном фланге Плевны) была занята 22 августа (потери русских войск составили около 1500 человек), но и новый штурм Плевны 30 августа (11 сентября) 1877 окончился неудачей, после чего было решено взять Плевну блокадой.

## Осень 1877 года
15 (27) сентября 1877 под Плевну прибыл Э. Тотлебен, которому было поручено организовать осаду города. Для этого требовалось взять сильно укреплённые редуты Телиш, Горный (Верхний) и Дольный (Нижний) Дубняки, которые должны были послужить Осману опорными пунктами в случае его выхода из Плевны. 12 (24) октября 1877 Гурко штурмовал Горный Дубняк, занятый после упорного боя; потери русских составили 3539 человек убитыми и ранеными, турок — 1500 убитыми и 2300 пленными. 16 (28) октября 1877 под артиллерийским огнём был принуждён сдаться Телиш (в плен взято 4700 человек). Потери русских войск (в ходе неудачного штурма) составили 1327 человек. 20 октября (1 ноября) 1877 был занят Долни-Дыбник, гарнизон которого без боя отошёл к Плевне.
Между тем, действовавшие против Рущукского отряда силы Мехмета-Али возросли до 100 тыс. человек, и войска Рущукского отряда (около 45 тыс. человек) в случае энергичных действий с неприятельской стороны могли быть поставлены в очень опасное положение. Успехи турок после нескольких боев на Кара-Ломе ограничились лишь оттеснением русских передовых отрядов с правого берега этой реки.

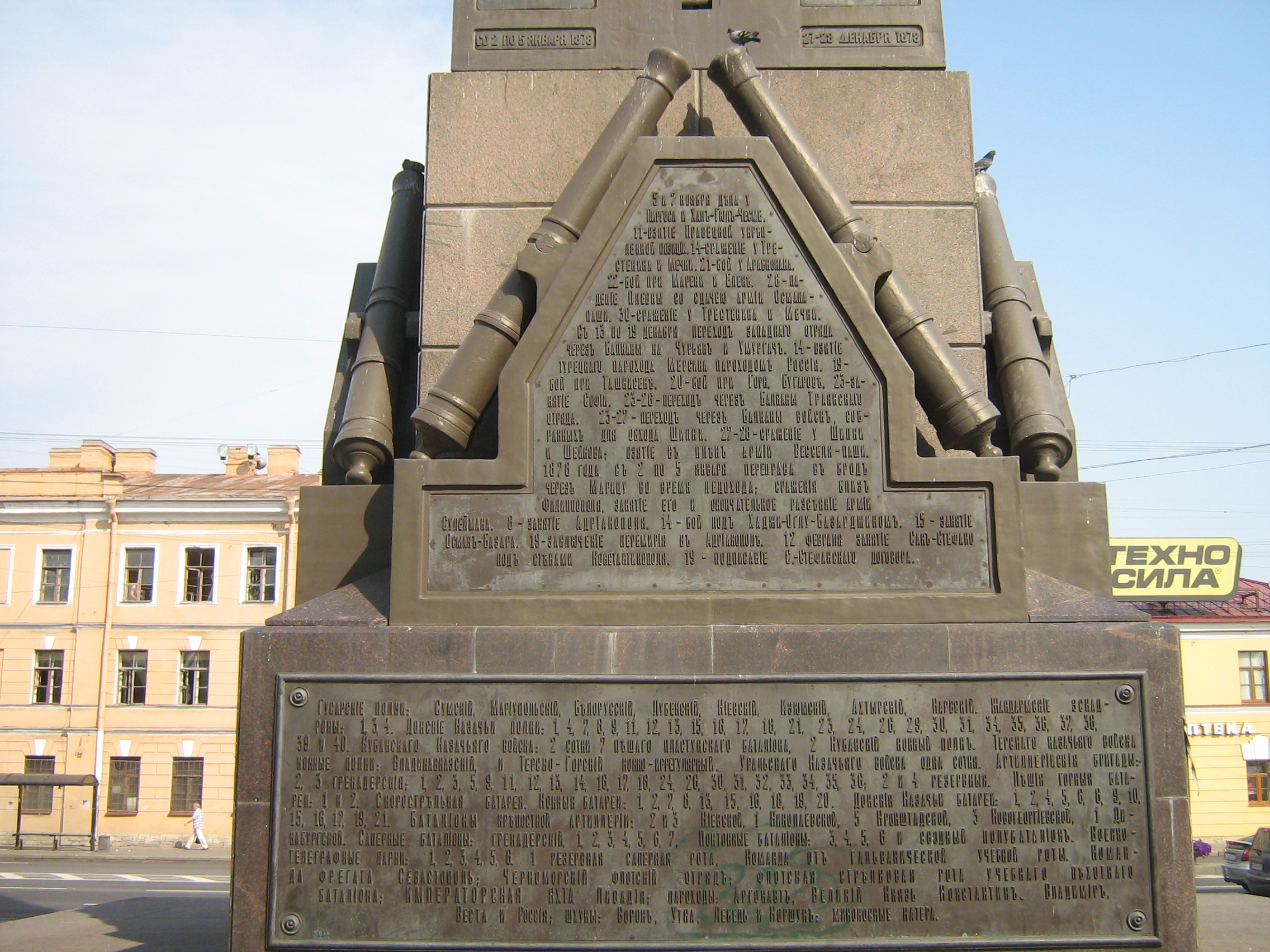
Описание ключевых событий Балканской кампании Русско-турецкой войны с ноября 1877 года по февраль 1878 года на западной стороне Колонны Славы в Санкт-Петербурге

Предпринятая около того же времени (3 (15) сентября 1877) новая попытка Сулеймана овладеть Шипкинским перевалом опять кончилась неудачей. 9 (21) ноября 1877 ночью турки внезапно атаковали ключ позиции на Шипкинском перевале — гору св. Николая, но были отбиты. Гораздо более, чем от неприятеля, стоявшие на горах русские войска страдали от болезней, всевозможных лишений, а с середины ноября — от лютых морозов и снежных буранов.
11 (23) ноября 1877 ознаменовалось взятием Правецкой позиции и выходом к Ботевграду; 13 (25) ноября 1877 Восточная турецкая армия была отбита частями 12-го корпуса русских у Трестеника и Косабины. 22 ноября (4 декабря) 1877 Восточная турецкая армия разбила Еленинский отряд 11-го русского корпуса. Турок было 25 тысяч человек при 40 орудиях, русских — 5 тысяч при 26 орудиях. Восточный фронт русского расположения в Болгарии был прорван, на следующий же день турки могли быть в Тырнове, захватив огромные обозы, склады и парки 8-го и 11-го русских корпусов. Однако турки не развили свой успех и весь день 23 ноября (5 декабря) 1877 бездействовали и окапывались. 24 ноября (6 декабря) 1877 спешно выдвинутая русская 26-я пехотная дивизия восстановила положение, сбив турок под Златарицей. 
Осажденный в Плевне Осман-паша, испытывая недостаток ресурсов, капитулировал 28 ноября (10 декабря) 1877 после неудачной попытки прорыва. Потери русских составили 1 696 человек, турок, атаковавших густыми массами — до 6 000. В плен было взято 43,4 тысячи человек. Раненый Осман-паша вручил свою саблю командиру гренадер — генералу Ганецкому; ему были оказаны фельдмаршальские почести за доблестную защиту. 30 ноября (12 декабря) 1877 Восточная турецкая армия, ещё не зная о капитуляции Плевны, попыталась атаковать у Мечки, но была отбита.

## Зима 1877/1878
13 (25) декабря 1877 Западный отряд И. В. Гурко (71 тыс. человек) начал переход из Врачеш (Ботевград) через Балканы (перевал Умургач) к Желяве. 19 (31) декабря 1877 состоялся Бой при Ташкисене и 23 декабря 1877 (4 января 1878) русские войска заняли Софию. 
В тот же день начали наступление войска Южного отряда генерала Ф. Ф. Радецкого (отряды генералов М. Д. Скобелева и Н. И. Святополк-Мирского) и в сражении при Шейново к 28 декабря 1877 (9 января 1878) окружили и взяли в плен 30-тысячную армию Вессель-паши. 5 (17) января 1878 в сражении под Филиппополем (Пловдивом) была разбита армия Сулейман-паши, а 8 (20) января 1878 русские войска заняли Адрианополь (Эдирне) без всякого сопротивления.
Тем временем бывший Рущукский отряд, под командованием наследника русского престола цесаревича Александра, тоже начал наступление, почти не встречая сопротивления со стороны турок, отходивших к своим крепостям; 14 (26) января 1878 занят был Разград, а 15 (27) января 1878 — Осман-Базар. Войска 14-го корпуса Циммермана, действовавшие в Добрудже, 15 (27) января 1878 заняли Хаджи-Оглу-Базарджик, сильно укреплённый, но тоже очищенный турками. 